# Niederau (Düren)
Niederau is een plaats in de Duitse gemeente Düren, deelstaat Noordrijn-Westfalen, en telt 2.592 inwoners (31-12-2020).
Het dorp ligt ten zuiden van de stad Düren zelf en grenst aan de gemeente Kreuzau. Het heeft een klein station (station Niederau-Tuchmühle) aan de spoorlijn Düren - Heimbach.

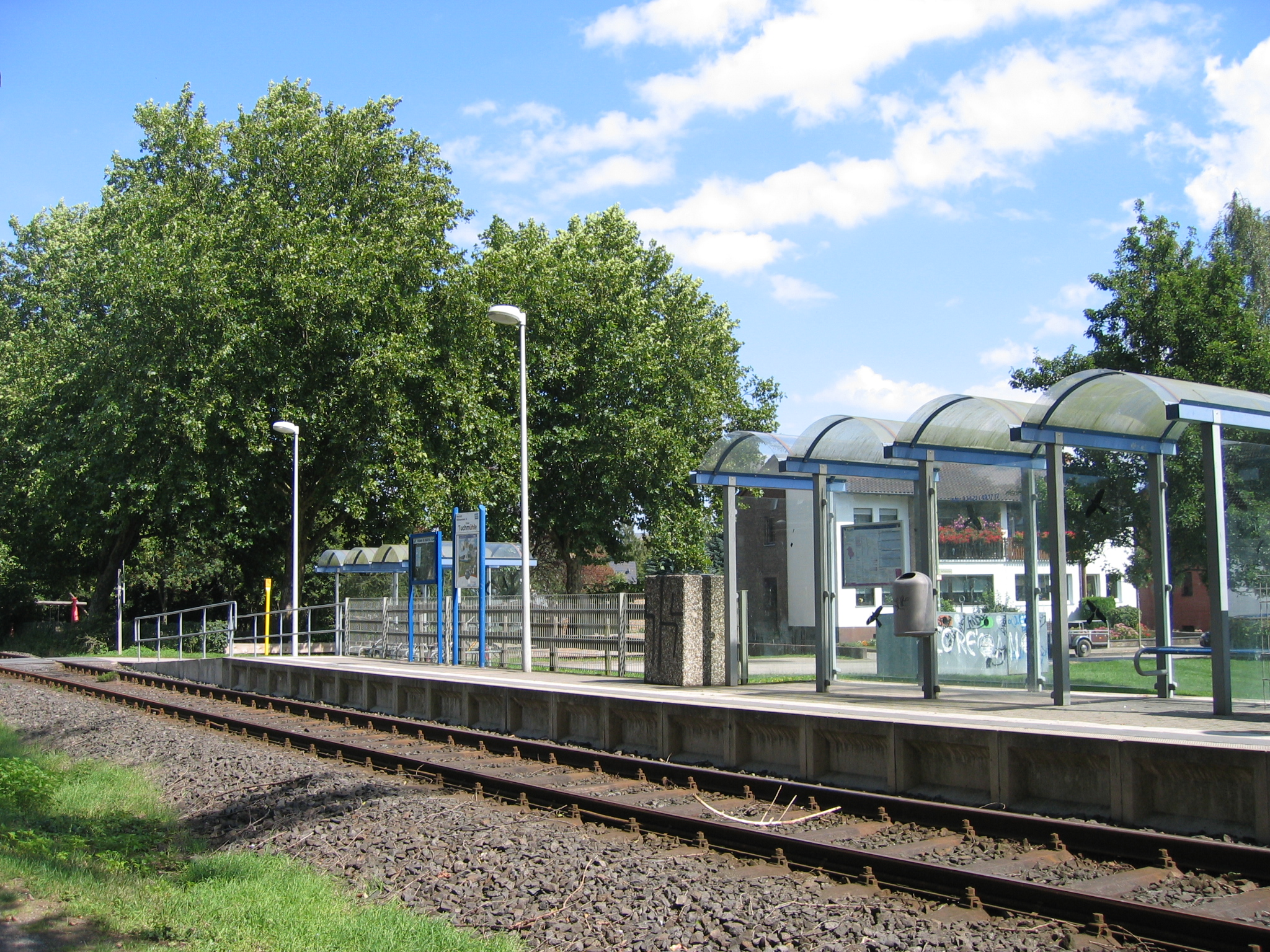
Station Tuchmühle

Het bestaat grotendeels uit personeelswoonwijken voor de drie fabrieken, die in het aangrenzende Krauthausen staan. Ook in Niederau zelf staat een papierfabriek. In Niederau staat een groot, voormalig klooster (Mariakloster), dat als woonvorm voor ouderen in gebruik is.
Bij het dorp staat het kasteel Burgau. Hoewel het er oud uitziet, de erker doet denken aan de bouwstijl der 16e/17e-eeuwse Wezerrenaissance, is het pas in 1991 voltooid. Dit komt, doordat het gebouw eerder verwoest is in de Tweede Wereldoorlog. De bevolking wist van de gemeente in 1981 gedaan te krijgen, het kasteel overeenkomstig oude bouwtekeningen, foto's en beschrijvingen te herbouwen. In het gebouwencomplex is o.a. een restaurant en een concertzaal gevestigd. De omliggende tuinen zijn een openbaar park.
In het dorp staan twee katholieke kerkgebouwen dicht bij elkaar. De Oude Kerk, waarvan een klein bewaard gebleven gedeelte van omstreeks het jaar 1100 dateert, werd tot en met de 19e eeuw als de parochiekerk van het dorp gebruikt, werd toen te klein, waarna een grotere, neogotische kerk ernaast gebouwd werd. Rond 2010 werd deze weer te groot, waarna de Rooms-Katholieke Kerk de Oude Kerk als parochiekerk in ere herstelde, en de andere kerk in 2015 ombouwde tot grafkerk (met de naam Graf- en Opstandingskerk) , met binnen ruimte voor enige honderden urnen met daarin de crematie-as van overleden parochianen.
Niederau heeft een jumelage met de in Oostenrijk gelegen plaats Neukirchen in de gemeente Altmünster.

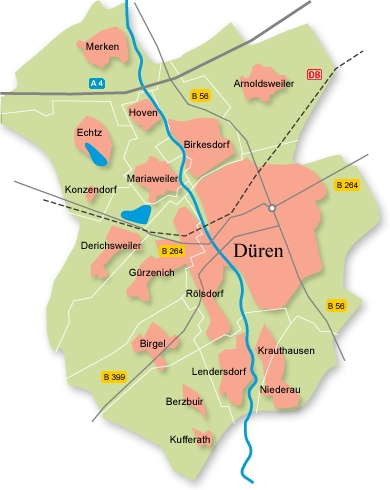
Kaart der stadsdelen van Düren
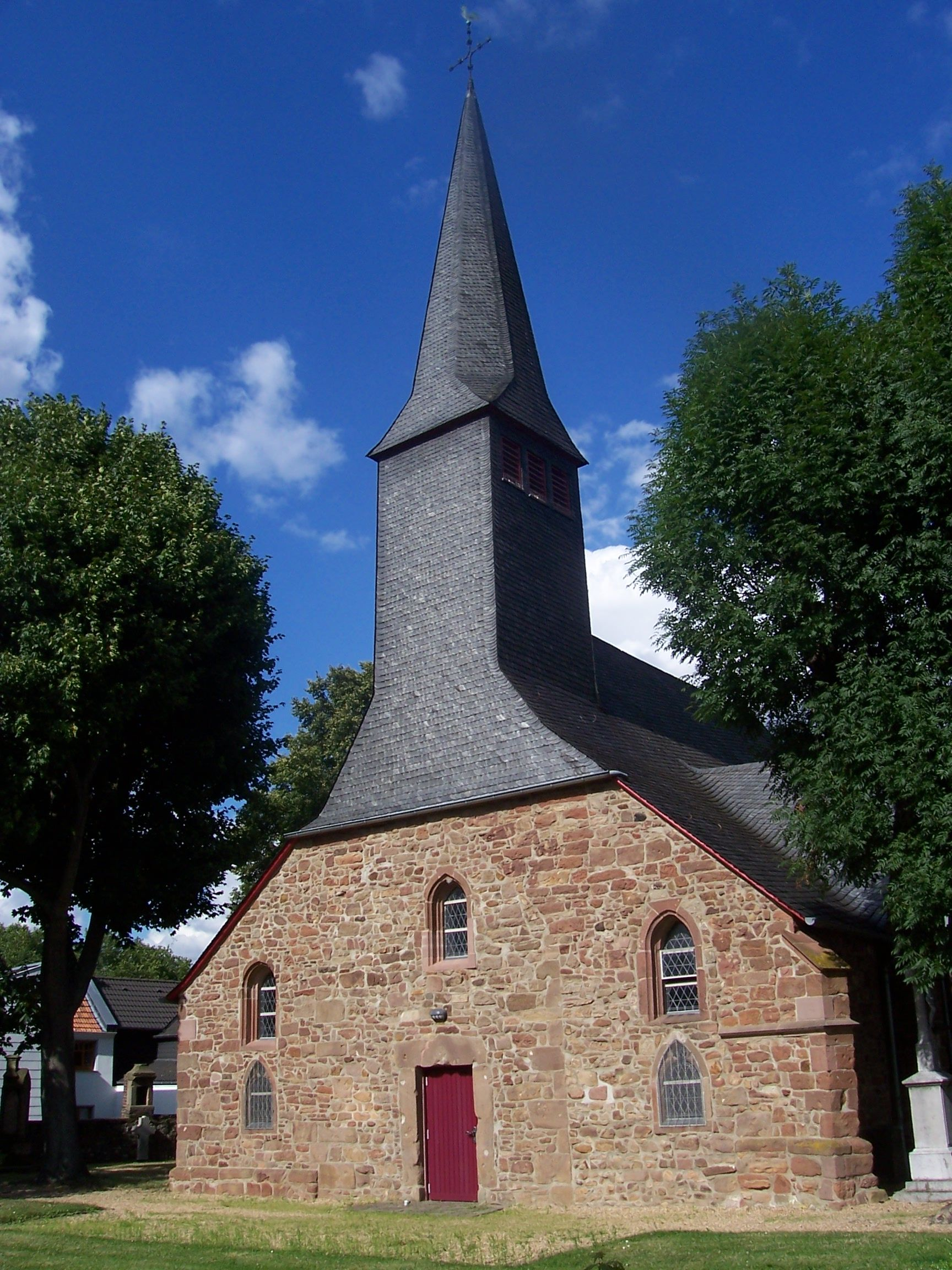
Oude Kerk te Niederau
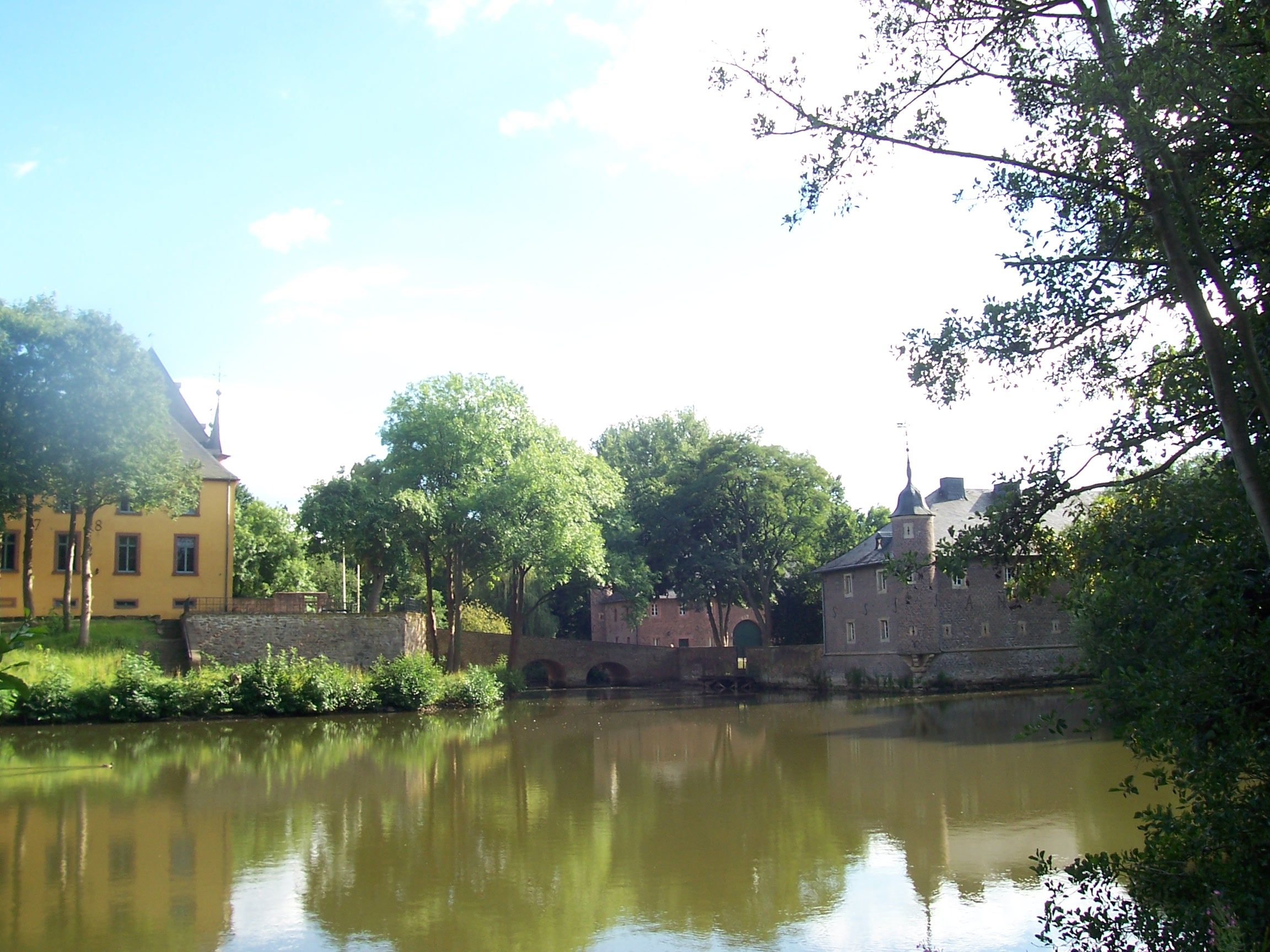
Kasteel Burgau